# 竇州
竇州（とうしゅう）は、中国にかつて存在した州。唐代から北宋にかけて、現在の広東省信宜市一帯に設置された。

## 概要
隋の永熙郡懐徳県の地にあたる。621年（武徳4年）、唐により南扶州と5県が立てられた。獠が反乱を起こしたため、南扶州の官署は瀧州に避難した。627年（貞観元年）、南扶州は廃止され、属県は瀧州に編入された。628年（貞観2年）、獠の反乱が鎮圧されると、再び南扶州が置かれた。631年（貞観5年）、南扶州は廃止され、属県は瀧州に編入された。632年（貞観6年）、再び南扶州が置かれた。634年（貞観8年）、南扶州は竇州と改称された。742年（天宝元年）、竇州は懐徳郡と改称された。758年（乾元元年）、懐徳郡は竇州の称にもどされた。竇州は嶺南道に属し、信義・懐徳・潭峨・特亮の4県を管轄した。
1071年（熙寧4年）、北宋により竇州は廃止され、高州に編入された。